# 最大生物列表

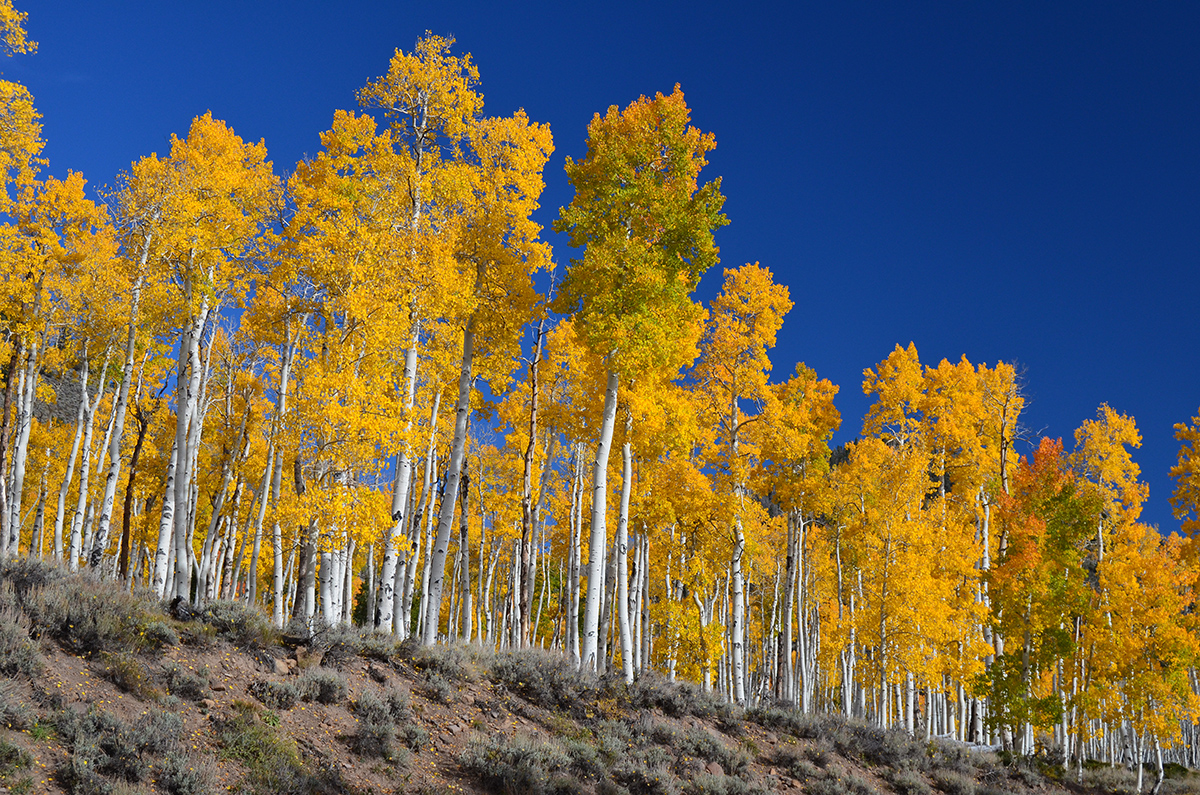
現存被認為是最大生物的顫楊，地表上每棵樹在土裡皆共享同一個根，最大個體為位於美國鱼湖国家森林內的潘多 (樹)，總重預估高達6千噸

世界已知最大的生物的定義有很多種，可能定義成體型、重量、高度或長度之最者。此外一些生物在群居的情況下製造出超有機體（superorganism），但不在此列。大部份體型大的生物由出生至性成熟的時期比較長，繁殖能力低，生存環境要求高，故很多種類都面臨絕種的威脅。同種生物有大也有小，像人類有高也有低、有胖也有瘦，因此以下都是算同種生物的平均值。

## 脊椎動物

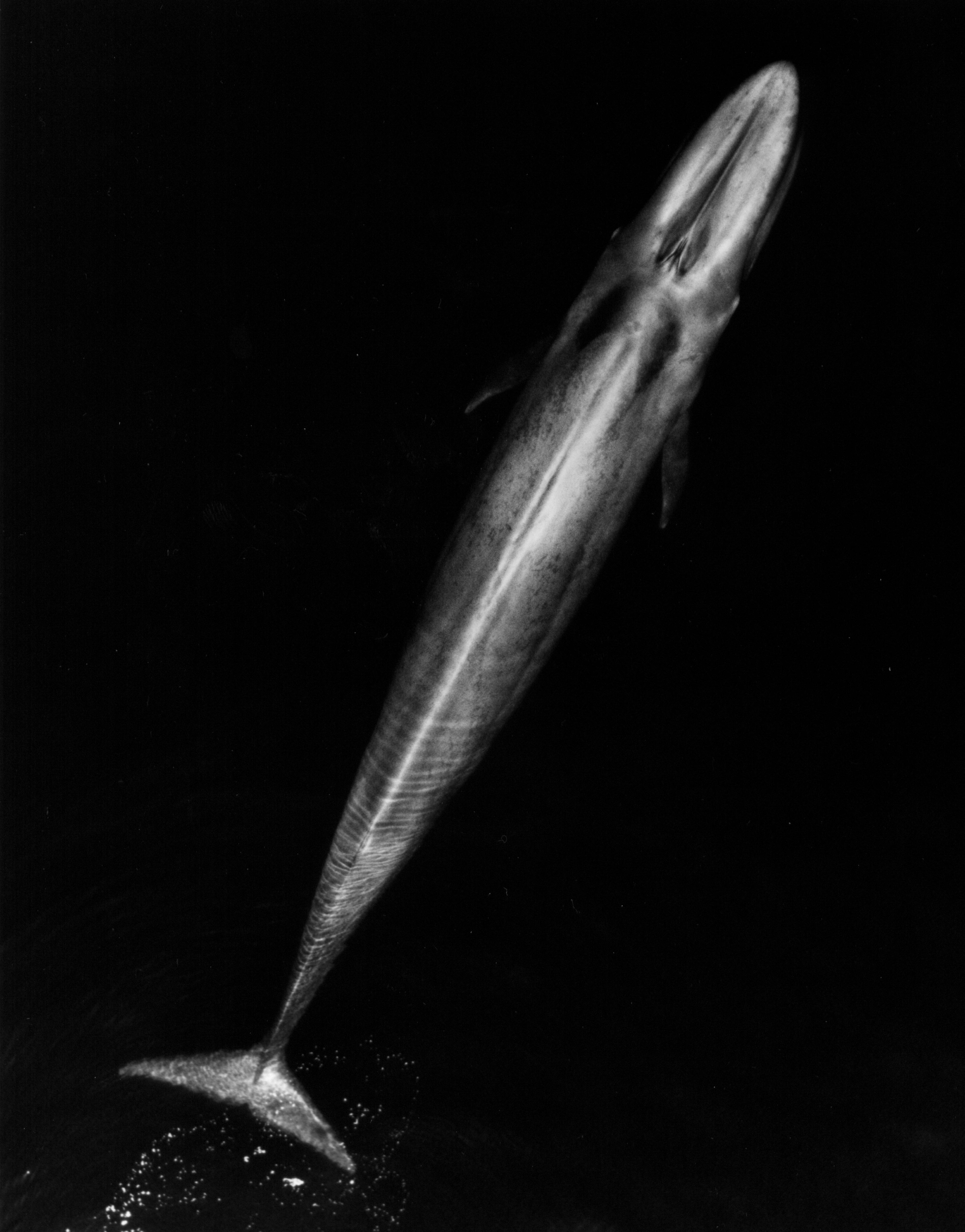
藍鯨是世界上已知最重的動物。

### 哺乳類

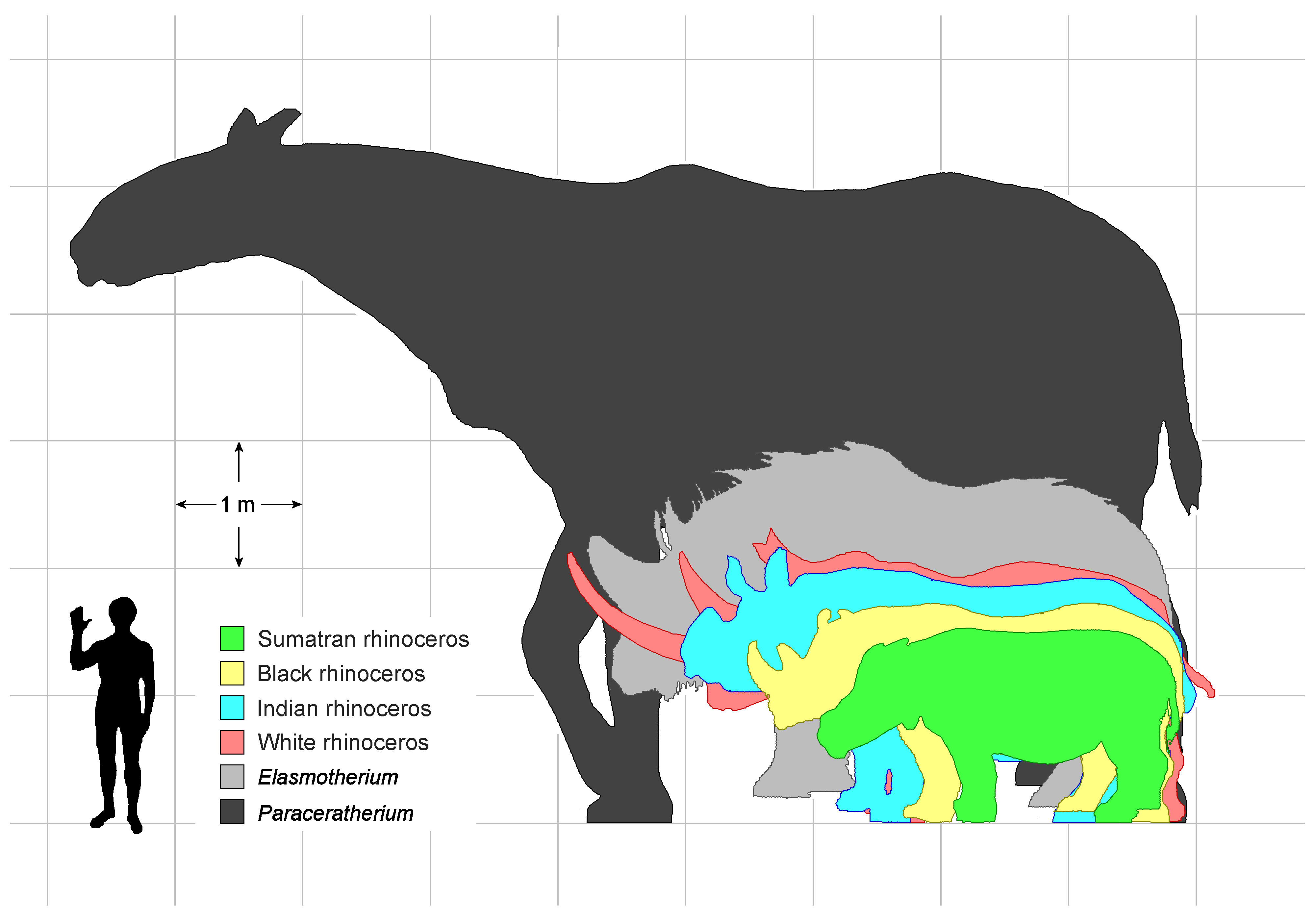
體型最大的陸上哺乳動物巨犀（深灰色）與其他犀牛和人類的體型比較（但也有研究認為納瑪象才是體型最大的陸上哺乳動物）

藍鯨為目前已知體型最大的動物，目前最長體長紀錄為33.6（110英尺），但未称重 ，最大的體重记录則可達199公噸（196長噸；219短噸）。
現存體型最大的陸上哺乳動物為非洲草原象，肩高達3.96米（13.0英尺），體重約可達10.4 t（11.5 short ton）。已滅絕體型最大的陸上哺乳動物則認為是巨犀，為現存犀牛的近親，推估肩高可達4.8米（15.7英尺），體長超過7.4米（24.3英尺），體重可達17公噸。2015年，一項研究認為長鼻目的納瑪象擁有比巨犀更大的體型，根據腿骨化石的分析推測，納瑪象個體的體重最高可能達22公噸。
| 排名 | 動物           | 平均重量 [噸] | 最大重量 [噸] | 平均總長度 [公尺 (呎)] |
| ---- | -------------- | ------------- | ------------- | ---------------------- |
| 1    | 藍鯨           | 150           | 200           | 25.5 (84)              |
| 2    | 北太平洋露脊鯨 | 60            | 120           | 15.5 (51)              |
| 3    | 南露脊鯨       | 58            | 110           | 15.25 (50)             |
| 4    | 長鬚鯨         | 57            | 120           | 19.5 (64.3)            |
| 5    | 北大西洋露脊鯨 | 55            | 100           | 15 (49)                |
| 6    | 弓頭鯨         | 54.5          | 120           | 15 (49)                |
| 7    | 抹香鯨         | 31.25         | 57            | 13.25 (43.5)           |
| 8    | 大翅鯨         | 29            | 48            | 13.5 (44)              |
| 9    | 塞鯨           | 22.5          | 45            | 14.8 (49)              |
| 10   | 灰鯨           | 19.5          | 45            | 13.5 (44)              |

| 排名 | 動物       | 平均重量 [噸] | 最大重量 [噸] | 平均總長度 [公尺 (呎)] |
| ---- | ---------- | ------------- | ------------- | ---------------------- |
| 1    | 非洲草原象 | 4.9           | 12.25         | 6 (19.7)               |
| 2    | 亞洲象     | 4.15          | 8.15          | 6.8 (22.3)             |
| 3    | 非洲森林象 | 2.7           | 6.0           | 6.2 (20.3)             |
| 4    | 白犀牛     | 2             | 4.5           | 4.4 (14.4)             |
| 5    | 印度犀牛   | 1.9           | 4.0           | 4.2 (13.8)             |
| 6    | 河馬       | 1.8           | 4.5           | 4 (13.1)               |
| 7    | 爪哇犀牛   | 1.75          | 2.3           | 3.8 (12.5)             |
| 8    | 黑犀牛     | 1.1           | 2.9           | 4 (13.1)               |
| 9    | 長頸鹿     | 1.0           | 2             | 5.15 (16.9)            |
| 10   | 印度野牛   | 0.95          | 1.5           | 3.8 (12.5)             |

### 鳥類

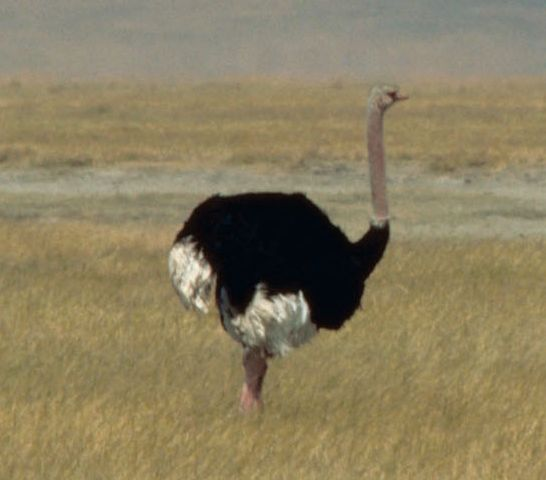
鴕鳥是現存最大的鳥類。

| 排名 | 動物     | 平均重量 [公斤(磅)] | 最大重量 [公斤(磅)] | 平均總長度 [公分 (呎)] |
| ---- | -------- | ------------------- | ------------------- | ---------------------- |
| 1    | 鴕鳥     | 104 (230)           | 156.8 (346)         | 210 (6.9)              |
| 2    | 南方鶴鴕 | 45 (99)             | 85 (190)            | 155 (5.1)              |
| 3    | 北方鶴鴕 | 44 (97)             | 75 (170)            | 149 (4.9)              |
| 4    | 鴯鶓     | 33 (73)             | 70 (150)            | 153 (5)                |
| 5    | 皇帝企鵝 | 31.5 (69)           | 46 (100)            | 114 (3.7)              |
| 6    | 美洲鴕鳥 | 23 (51)             | 40 (88)             | 134 (4.4)              |
| 7    | 矮鶴鴕   | 19.7 (43)           | 34 (75)             | 105 (3.4)              |
| 8    | 美洲小鴕 | 19.6 (43)           | 28.6 (63)           | 96 (3.2)               |
| 9    | 國王企鵝 | 13.6 (30)           | 20 (44)             | 92 (3)                 |
| 10   | 卷羽鵜鶘 | 11.5 (25)           | 15 (33)             | 170 (5.6)              |

- 非洲鴕鳥，身長超過2公尺。

### 爬行類

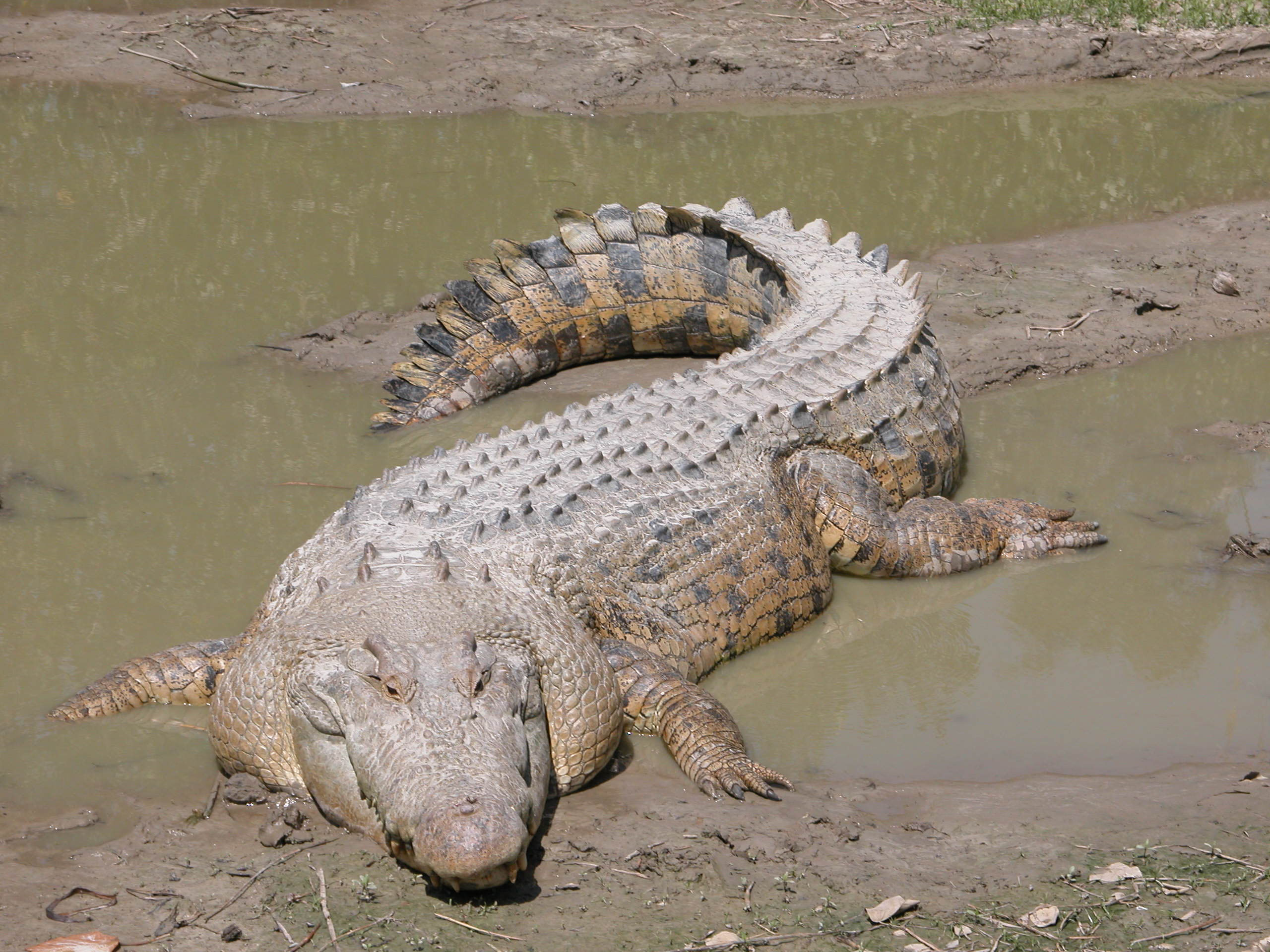
鹹水鱷是現存最大的爬行類。

| 排名 | 動物         | 平均重量 [公斤(磅)] | 最大重量 [公斤(磅)] | 平均總長度 [公尺 (呎)] |
| ---- | ------------ | ------------------- | ------------------- | ---------------------- |
| 1    | 鹹水鱷       | 454 (1,000)         | 2,000 (4,400)       | 3.85 (12.6)            |
| 2    | 尼羅鱷       | 382 (840)           | 1,089 (2,400)       | 3.7 (12)               |
| 3    | 奥利诺科鳄   | 380 (840)           | 1,100 (2,400)       | 4.1 (13.5)             |
| 4    | 革龜         | 364 (800)           | 932 (2,050)         | 2 (6.6)                |
| 5    | 黑凱門鱷     | 300 (660)           | 1,310 (2,900)       | 3.6 (12)               |
| 6    | 美洲鱷       | 277 (610)           | 1,000 (2,200)       | 3.5 (11)               |
| 7    | 恒河鳄       | 250 (550)           | 977 (2,150)         | 4.5 (14.8)             |
| 8    | 美洲短吻鱷   | 260 (570)           | 1,000 (2,200)       | 3.1 (10)               |
| 9    | 沼泽鳄       | 225 (495)           | 600 (1,320)         | 3.3 (10.8)             |
| 10   | 马来长吻鳄   | 210 (460)           | 500 (1,100)         | 4.0 (13.1)             |
| 11   | 亞達伯拉象龜 | 205 (450)           | 360 (790)           | 1.4 (4.6)              |
| 12   | 非洲狭吻鳄   | 180 (400)           | 325 (720)           | 3.3 (10.8)             |
| 13   | 加拉巴哥象龜 | 175 (390)           | 400 (880)           | 1.5 (4.9)              |

古代
- 阿根廷龙属

身長33公尺以上，體重70公噸以上。
現代
- 鹹水鱷

雄性長達6公尺，雌性則有3公尺。

### 兩棲類

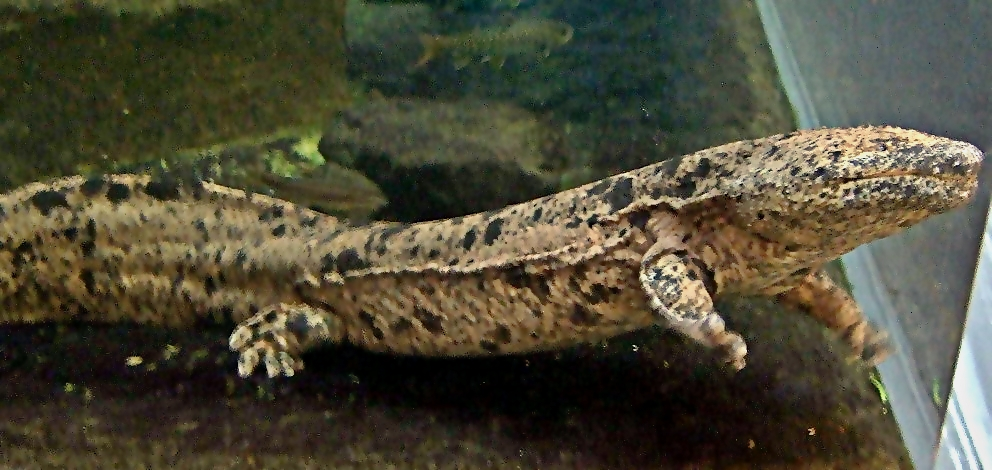
大鯢，現存體型最大的兩棲類

現存體型最大的兩棲類為原先被認為與中國大鯢（Andrias davidianus）同種的華南大鯢（Andrias sligoi），最高體重可達 64（141磅），體長則可達 1.83米（6.0英尺）。在羊膜動物盛行於地球之前，存在有史上體型最大的兩棲類：外型類似於鱷魚的普氏鋸齒螈，體長可達 9米（30英尺）。

### 魚類
- 鯨鯊，最大可達12公尺。

## 無脊椎動物

### 海綿動物（多孔動物）
最大的海绵跨度有4.2米

### 刺胞動物

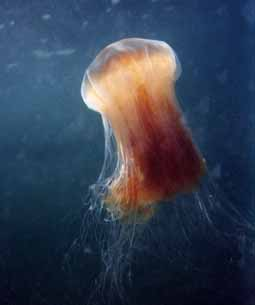
獅鬃水母，體長最長的動物之一

獅鬃水母（Cyanea capillata）為體型最大的刺絲胞動物門物種。目前發現最大型的個體於 1870 年的麻薩諸塞灣被沖上海岸，其傘狀體直徑為 2.5米（8.2英尺），體重為 150（330磅）。獅鬃水母的觸手長度可達 37米（121英尺），觸手可觸及範圍達 75米（246英尺），這也讓牠們成為現存體型最大的動物之一。

### 棘皮動物
最大的棘皮動物：多腕葵花海星Midgardia Xandaros
最重的棘皮動物：卡塔拉海星(胖海星)Thromidia catalai

### 軟體動物

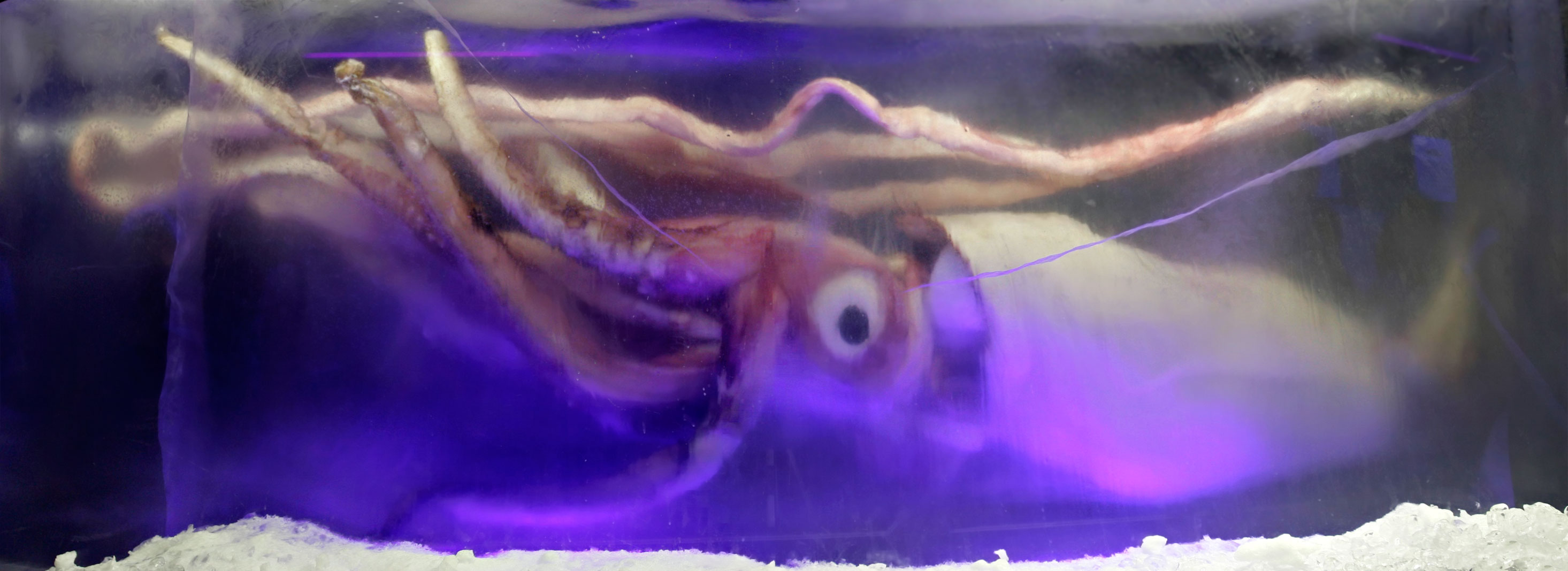
一頭7 m長的巨烏賊，為體型第二大的無脊椎動物，展示於墨爾本海洋生物水族館

最大型的軟體動物與最大型的無脊椎動物（以體重來說）均為大王酸漿魷，根據目前發現的標本，估計其最大體長可達12至14米（39至46英尺），體重則達750（1,650磅）。2007年，紐西蘭當局宣稱他們捕捉到目前已知最大隻的大王酸漿魷，長10米（33英尺），體重約450（990磅）。經過之後的測量後修正為體長4.2米（14英尺），體重為495（1,091磅），其外套膜長度為2.5米（8.2英尺）。
在大王酸漿魷被發現之前，巨烏賊曾經被認為是體型最大的魷魚；相較於大王酸漿魷，巨烏賊擁有較小的外套膜以及較長的觸手，因此加上觸手的長度巨烏賊的體長仍然能夠超過大王酸漿魷。1878年，一隻巨烏賊的屍體被沖上紐芬蘭島，總長（從外套膜頂端至最長的觸手末端）達18米（59英尺），外套膜與頭部部分長度為6.1米（20英尺），外套膜最厚的部位直徑可達4.6米（15英尺），體重超過900（2,000磅）。這個樣本如今仍然經常被引述為目前已知體型最大的無脊椎動物。然而，這些數據並沒有非常正式的紀錄，且巨烏賊專家史特夫·奧沙認為這樣的體長可能是透過將觸手像橡皮筋那樣拉長才可能測量到的。

### 節肢動物

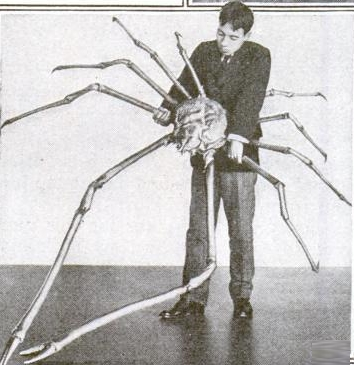
甘氏巨螯蟹

目前已知有史以來體型最大的節肢動物為廣翅鱟目的萊茵耶克爾鱟，體長可達 2.5米（8.2英尺）；僅次之的為倍足綱的節胸屬，體長可達 2.1米（6.9英尺）。
- 甲殼綱
  - 甘氏巨螯蟹，是世界上現存體型最大的節肢動物，腿展開後長4.2公尺、體長38公分，重20公斤。
  - 巨大擬濱蟹，頭胸甲寬60公分，足展150公分，體重36公斤。
  - 椰子蟹，世界上最大的陸生節肢動物和陸生無脊椎動物，頭胸甲可達15公分以上，足展100公分，體重最高可達6-7公斤
- 蛛形綱
  - 巨型獵人蜘蛛（英语：Giant huntsman spider）：為現存足展最大的蜘蛛[93]，其足展可達 29 cm（11英寸）[94]。
  - 紅爪雨林蠍：為現存體型最大的蠍子，體長可達 23 cm（9.1英寸）[95]，體重則可達56克（2.0盎司）。已滅絕的普莫諾蠍體長可以達到 70（28英寸）[96]，體重則能超過 15（33磅）。同樣已滅絕的水生布龍度蠍子體長則能達到 1米（3.3英尺）[97][98]。

### 昆蟲
- 甲蟲（鞘翅目）

泰坦大天牛，身長可以達到6.7 英寸（約18公分）長，如果包括其觸角長度在內，可以達到9.6英寸（約24公分）長。是世上最大的甲蟲之一。
長牙大天牛，身長可以達到6.7 英寸（約17公分）長，如果包括其觸角長度在內，可以達到8英寸（約20公分）長。是世上最大的甲蟲之一。
長戟大兜蟲，身長最長可達7.2英寸（18.4公分）。是世界上最長的甲蟲。
- 蟑螂（蜚蠊目）

世界最重的蟑螂是犀牛蟑螂（Macropanesthia rhinoceros）。此物種最長可達9公分，重63克。
- 蠼螋（革翅目）

體型最大的蠼螋為聖赫勒拿蠼螋（Labidura herculeana），為聖赫勒拿島上的特有種，體長可達8 cm（3.1英寸）。
- 华丽巨蚊（雙翅目）

- 蜉蝣（蜉蝣目）

- 椿象（半翅目）

- 蜂、蟻（膜翅目）:

體型最大的螞蟻及體重最重的膜翅目物種為非洲的 Dorylus helvolus 雌性個體：體長可達 5.1 cm（2.0英寸），體重則可達 8.5 g（0.30 oz）。蟻群所有個體平均體長最長的物種為巨人恐針蟻，約為3.3 cm（1.3英寸）從顎部前端至腹部末端。澳洲的鬥牛犬蟻 Myrmecia brevinoda 工蟻體長可達 3.7 cm（1.5英寸），不過其身體較短顎部較長。最大隻的蜜蜂物種為切葉蜂科的印尼華勒斯巨蜂，雌性體長可達 3.8 cm（1.5英寸），翼展可達 6.3 cm（2.5英寸）。木蜂的體長也能達到 2.53 cm（1.00英寸）。體型最大的黃蜂為南美洲沙漠蛛蜂中的 Pepsis pulszkyi，其體長可達 6.8 cm（2.7英寸），翼展則可達 11.6 cm（4.6英寸），雖然其他蛛蜂屬物種也能達到接近大小的體型。以甲蟲為寄主的印尼大土蜂體重及翼展接近於體型最大的蛛蜂，然而其體長較短。
- 白蟻（等翅目）
- 蝶、蛾（鱗翅目）

蛾：皇蛾（Attacus atlas）被認為是全球最巨大的蛾。紀錄中牠的翅膀平面面積達400平方公分之廣，其前翅的最長長度亦足有25至30公分。
蝶：亞歷山大鳥翼鳳蝶，世界最大的蝴蝶。翼展達31公分，體長8公分，重12公克。
- 螳螂（螳螂目）

世上最大的螳螂是中華大刀螳（Tenodera aridifolia）。雌性的中華大刀螳的最大12公分長。
- 蜻蜓、豆娘（蜻蜓目）

- 蝗蟲、螽斯、蟋蟀、螻蛄（直翅目）

在這個昆蟲綱裡分佈廣，種類多的分目之中，體型最大的可算是新西蘭獨有的小巴里爾島巨螽。其身長近10公分，重70公克以上。

## 植物

### 蘚苔植物
木毛蘚(Spiridens reinwardtii)可長至3米高

## 真菌
目前已知有史以來最大的真菌是生存於志留紀晚期至泥盆紀晚期的原杉菌，直徑達1公尺（3英尺），高度則可達8.8公尺（29英尺）。

## 细菌
最大的细菌为华丽硫珠菌（Thiomargarita Magnifica），长度大约1厘米，是目前已知最大细菌体积的50倍，是绝大多数细菌的5000倍。